# دائرة جمورة
دائرة جمورة هي إحدى دوائر ولاية بسكرة الجزائرية.